# سقف الفراشة

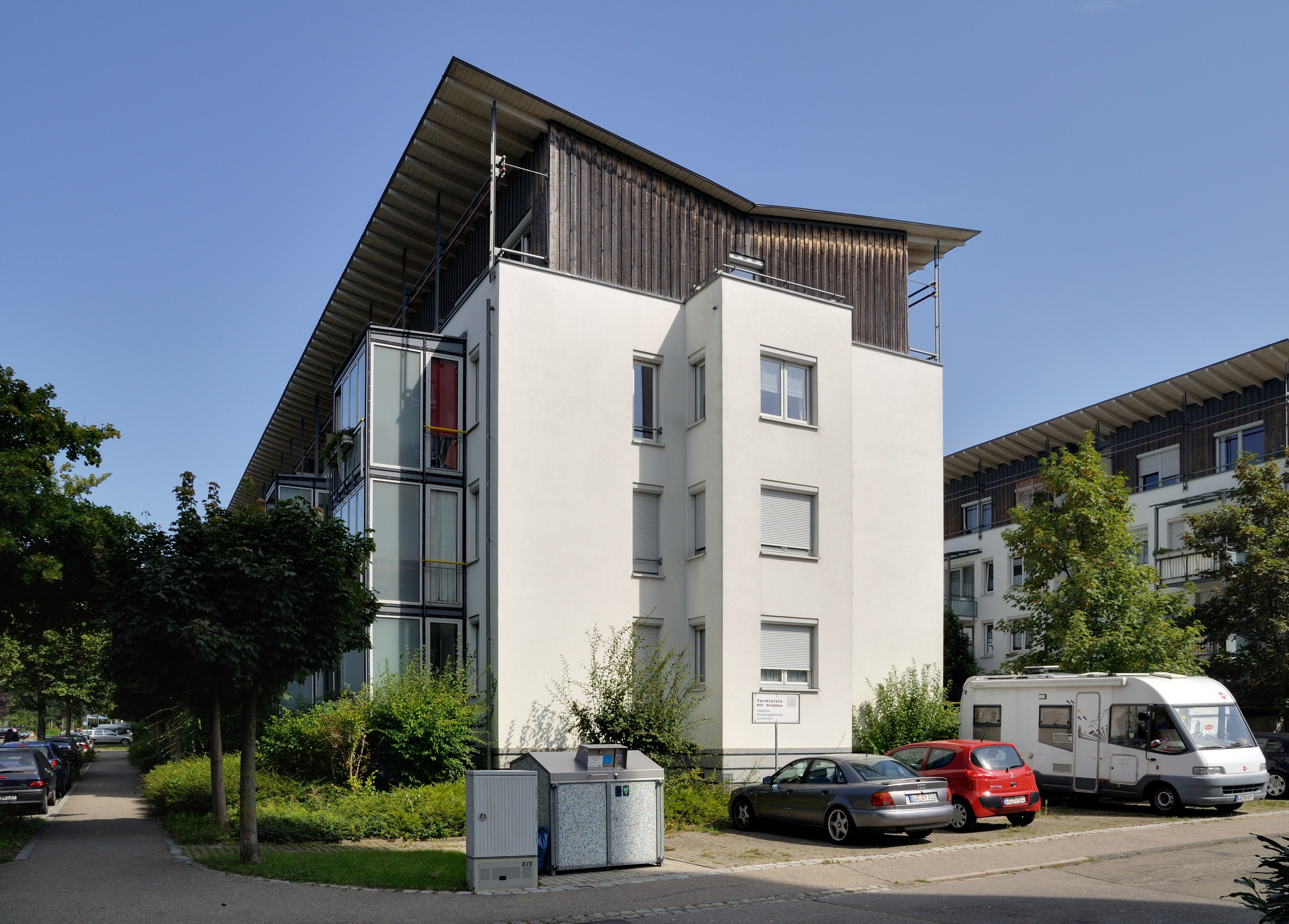
مبنى ذو سقف الفراشة في ألمانيا.

في الهندسة المعمارية، سقف الفراشة (بالإنجليزية: Butterfly roof)‏ هو سقف المباني الذي يكون طرفاه ذو اتجاهين منحدرين ليُشكل تداخلاً في وسط السقف، وهي على اسم أجنحة الفراشة لتشابهه في الشكل، ارتبط هذا التصميم بالعمارة الحديثة في منتصف القرن.